# Panzerjäger 35R
Панцеръегер 35R (нем. Panzerjäger 35R), полное название 47-мм противотанковая пушка P.U.V. vz. 36|4.7 cm Pak (t) (Sfl.) auf Fgst.Pz.Kpfw.35 R 731 (f) — германская противотанковая самоходная артиллерийская установка (САУ) периода Второй мировой войны, лёгкая по массе. Выпускалась на шасси трофейных французских пехотных танков R 35.
Прототип этой САУ был закончен 8 февраля 1941 года, а всего с мая по октябрь того же года были переоборудованы 200 машин, из них 174 — в варианте САУ и ещё 26 — в варианте командирской машины сходной конструкции. 4.7 cm Pak (t) (Sfl.) auf Fgst.Pz.Kpfw.35 R 731 (f) использовались на фронтах Великой Отечественной, а также во Франции, вплоть до 1944 года.

## Варианты
- 4.7 cm Pak (t) (Sfl.) auf Fgst.Pz.Kpfw.35 R 731 (f) — САУ с 47-мм чехословацкой пушкой Шкода A-5, выпущено 174 единицы
- Befehlspanzer fuer 4,7 cm PaK(t) Einheiten auf Panzerkampfwagen 35R(f) — командирские машины, с 7,92-мм пулемётом MG-34 и дополнительным радиооборудованием на месте пушки, выпущено 26 единиц
- 5 cm PaK 38 auf Fgst.Pz.Kpfw.35 R 731 (f) — прототип САУ с 50-мм германской пушкой Pak 38, собран лишь один экземпляр